# Южно-Голицинское газовое месторождение
Южно-Голицинское га́зовое месторожде́ние — газовое месторождение в России, расположенное на шельфе Чёрного моря. Относится к Причерноморско-Крымской нефтегазоносной области.

## Характеристика
Расположено на шельфе Чёрного моря в Юго-Каркинитской тектонической зоне Какинитско-Северо-Крымского прогиба. Обнаружено и разведано в 1979—1981 гг. Газоносными являются два песчано-алевритовые горизонты в верхней части среднего майкопа. Пористые и пористо-трещинные коллекторы представлены песками, алевритами и алевролитами. Залежи пластовые склепинчастые. Запасы начальной добываемой категории А+В+С1 — 1850 млн м³

## Современное состояние
Эксплуатируется Черноморнефтегазом.